# K-функція
У математиці K-функція, зазвичай позначається як {\displaystyle K(z)}, — узагальнення функції гіперфакторіала для комплексних чисел подібно до гамма-функції як узагальнення функції факторіала для комплексних чисел.

## Означення
Формально K-функція визначається так
{\displaystyle K(z)=(2\pi )^{-{\frac {z-1}{2}}}\exp \left[{C_{z}^{2}}+\int _{0}^{z-1}\ln \Gamma (t+1)\,dt\right].}
Також можна записати її у простішій формі:
{\displaystyle K(z)=\exp {\bigl [}\zeta '(-1,z)-\zeta '(-1){\bigr ]},}
де {\displaystyle \zeta '(z)} — похідні дзета-функції Рімана, {\displaystyle \zeta (a,z)} — дзета-функція Гурвіца і
{\displaystyle \zeta '(a,z)\ {\stackrel {\mathrm {def} }{=}}\ \left.{\frac {\partial \zeta (s,z)}{\partial s}}\right|_{s=a}.}
Інша форма запису через полігамма-функцію:
{\displaystyle K(z)=\exp \left[\psi ^{(-2)}(z)+{\frac {z^{2}-z}{2}}-{\frac {z}{2}}\ln 2\pi \right].}
Або, використовуючи узагальнену полігамма-функцію, можна сказати, що
{\displaystyle K(z)=A\exp \left[\psi (-2,z)+{\frac {z^{2}-z}{2}}\right],}
де {\displaystyle A} — стала Глейшера.

## Властивості
Нехай {\displaystyle \alpha >0}. Тоді
{\displaystyle \int _{\alpha }^{\alpha +1}\ln K(x)\,dx-\int _{0}^{1}\ln K(x)\,dx={\frac {1}{2}}\alpha ^{2}\left(\ln \alpha -{\frac {1}{2}}\right).}
Нехай
{\displaystyle f(\alpha )=\int _{\alpha }^{\alpha +1}\ln K(x)\,dx.}
Диференціюючи цю рівність по {\displaystyle \alpha }, отримаємо
{\displaystyle f'(\alpha )=\ln K(\alpha +1)-\ln K(\alpha )=\ln {\frac {K(\alpha +1)}{K(\alpha )}}.}
За означенням K-функції можна записати
{\displaystyle f'(\alpha )=\alpha \ln \alpha .}
Також
{\displaystyle f(\alpha )={\frac {1}{2}}\alpha ^{2}\left(\ln \alpha -{\frac {1}{2}}\right)+C.}
Покладемо {\displaystyle \alpha =0}. Тоді отримаємо
{\displaystyle \int _{0}^{1}\ln K(x)\,dx=\lim _{t\to 0}\left[{\frac {1}{2}}t^{2}\left(\ln t-{\frac {1}{2}}\right)\right]+C=C.}
Тепер можна зробити висновок про рівність, наведену вище.
K-функція тісно пов'язана з гамма-функцією та G-функцією Барнса: для натуральних {\displaystyle n} маємо
{\displaystyle K(n)={\frac {{\bigl (}\Gamma (n){\bigr )}^{n-1}}{G(n)}}.}
Можна записати цю рівність більш просто
{\displaystyle K(n+1)=1^{1}\cdot 2^{2}\cdot 3^{3}\cdots n^{n}.}
Значення функції при натуральних аргументах:
{\displaystyle 1,\,4,\,108,\,27648,\,86400000,\,4031078400000,\,3319766398771200000,\ldots \quad } ( послідовність A002109 з Онлайн енциклопедії послідовностей цілих чисел, OEIS).